# البليط
البليط مزرعة صغيرة تتبع قرية تعنيتا في ناحية قرى مركز بانياس في منطقة بانياس التابعة لمحافظة طرطوس.